# Douglas l'avventuriero dilettante
Douglas l'avventuriero dilettante (The Knickerbocker Buckaroo) è un film muto del 1919 diretto da Albert Parker che aveva come interprete principale Douglas Fairbans. Il famoso attore produsse il film e, sotto lo pseudonimo di Elton Banks, ne scrisse anche il soggetto e la sceneggiatura. Gli altri interpreti erano Marjorie Daw, William A. Wellman, Frank Campeau, Edythe Chapman, Albert MacQuarrie, Theodore Reed.
Il film, che in origine avrebbe dovuto intitolarsi Something for Somebody, segnò l'esordio come attore per William Wellman che, in seguito, sarebbe diventato un famoso regista.

## Trama
Prologo
Douglas Fairbanks appare in veste da chef, mescolando i diversi ingredienti di una torta: azione, mistero, avventura, romanticismo e commedia conditi di pepe e zenzero. La torta finita è The Knickerbocker Buckaroo.
Il film
L'irrequieto Teddy Drake, espulso dal suo esclusivo circolo sulla Quinta Strada per i suoi modi troppo esuberanti che lo hanno portato persino a saltare sui mobili del club, decide che è arrivato il momento di darsi una calmata. Ansioso di "fare qualcosa per qualcuno", sale su un treno. Dopo avere aiutato una vecchietta a scendere, Teddy sbaglia treno e incontra Manuel Lopez, un bandito che si reca a visitare la madre malata. Per nascondere Lopez alla caccia che gli dà uno sceriffo corrotto, Teddy scambia i suoi vestiti con l'altro, facendosi inseguire al posto suo. Arrivati alla città di Sonora, Teddy fugge per i tetti della città, inseguito dallo sceriffo. Poi, però, vedendo una bella ragazza messa in cella, si fa arrestare. Scopre che Rita, la giovane, ha del denaro nascosto per evitare che glielo prenda lo sceriffo. Teddy evade ma rischia di essere linciato. Viene salvato dall'intervento di Lopez. Dopo avere trovato i soldi di Rita, Teddy tiene a bada la banda dello sceriffo fino all'arrivo di uno sceriffo federale. Poi torna a casa a New York con Rita, con la quale si è fidanzato.

## Produzione
Il film fu prodotto dalla Douglas Fairbanks Pictures. Secondo la pubblicità, Fairbanks si allenò con Bull Montana, Spike Robinson e Kid McCoy per rimettersi in forma per tutte le acrobazie eseguite durante le riprese. Per assicurarsi di non perdere nessuna delle sue migliori esibizioni, furono impiegati due cameraman per seguirne le evoluzioni sin dal primo ciak.

## Distribuzione
Il copyright del film, richiesto dalla Douglas Fairbanks Pictures Corp., fu registrato il 26 maggio 1919 con il numero LP13776.

Distribuito dalla Paramount Pictures, il film uscì nelle sale statunitensi il 25 maggio 1919. In Svezia, fu distribuito il 2 agosto 1920; in Francia, il 5 novembre dello stesso anno con il titolo Douglas brigand par amour; in Danimarca, il 31 ottobre 1921 come Blandt Vestens Banditter; in Ungheria, il 22 gennaio 1922 come A modern lovag. In Italia, ottenuto nel 1922 il visto di censura numero 17384, fu distribuito dalla Monopolio. In Portogallo, uscì il 4 aprile 1927 con il titolo O Medroso Valente.
Non si conoscono copie ancora esistenti della pellicola che viene considerata presumibilmente perduta.